# Norske tog Type 77
Die Elektrotriebzüge Type 77 des norwegischen Fahrzeugbetreibers Norske tog gehören zur Fahrzeugfamilie Alstom Coradia Nordic von Alstom. Norske tog beschafft diese Schienenfahrzeuge bis 2024/25 und bietet den Personenverkehrsbetreibern auf dem norwegischen Schienennetz die Vermietung dieser Fahrzeuge an.
Die niederflurigen Gliederzüge sind eine an das nordische Klima angepasste Weiterentwicklung der Coradia LIREX. Die Züge besitzen konventionelle Enddrehgestelle und Jakobs-Drehgestelle zwischen den Mittelwagen.

## Geschichte
Norske tog hat am 10. Januar 2022 mit Alstom einen Vertrag über den Bau von 30 sechsteiligen Coradia-Nordic-Triebzügen abgeschlossen, wofür die Baureihenbezeichnung Type 77 festgelegt wurde. Eine Option für die Lieferung von weiteren 170 Triebzügen wurde vereinbart. Der Auftrag hat einen Wert von etwa 20 Milliarden Kronen.
Die erste Lieferung liegt innerhalb der Kostengrenze, die das Storting mit 4,2 Mrd. NOK festgelegt hat. Die Züge werden 2023 in Produktion gehen, 2024 soll das erste Exemplar zu Testfahrten nach Norwegen geliefert werden, die Serie wird ab 2025 geliefert und in Betrieb genommen.
Im Februar 2023 wurden als Teil des Rahmenvertrages 25 zusätzliche Züge mit einem Gesamtwert von ca. 230 Mio. € bestellt.

## Technische Ausführung
Die 200 km/h schnellen Coradia Nordic werden zwölf Türen pro Seite, 294 Sitzplätze und eine Gesamtkapazität von 778 Fahrgastplätzen bieten. Die Triebzüge sollten ab 2023 gebaut und ab 2024 in Norwegen getestet werden. Im Jahr 2025 soll der Einsatz auf der Østfoldbane beginnen.
Ein Zug besteht aus sechs Wagen und hat insgesamt 12 Einstiege mit breiten Türen. Die Züge werden 294 Sitzplätze haben, die als 2+2-Sitzbänke mit einem breiten Gang eingebaut werden.
In allen Wagen sind Hörschleifen vorhanden, jeder Triebzug verfügt über eine Toilette für Rollstuhlfahrer, feste Standplätze für die Rollstühle und Rollstuhllifte.

## Einsatz
Die neuen Nahverkehrszüge sollen in der Region Oslo eingesetzt werden und mehr Komfort und größere Kapazität, vor allem für Fahrräder und Kinderwagen, als die 40 Jahre alten bisherigen Züge bieten.
Im Juni 2025 traf der erste Triebzug zu Testzwecken in Norwegen ein. In den Pressemitteilungen wird der Zug nunmehr als Coradia Stream für den Norden, ehemals Coradia Nordic bezeichnet.

## Erwähnenswertes
Weil Alstom über eine Tochtergesellschaft in den besetzten palästinensischen Gebieten tätig ist, löste die Bestellung in Norwegen Proteste aus.
Norske tog hat die Lieferanten hinsichtlich Umwelt, Menschenrechte und sozialer Verantwortung bewertet. Unter anderem wurden Due-Diligence-Prüfungen durchgeführt, die ergaben, dass eine Tochtergesellschaft von Alstom SA zuvor an einer Zusammenarbeit zum Bau einer Stadtbahn in Ost-Jerusalem beteiligt war. Als Ergebnis des Projekts wurde Alstom im Februar 2020 vom Hohen Kommissar der Vereinten Nationen für Menschenrechte auf eine Liste von Unternehmen mit Aktivitäten in besetzten palästinensischen Gebieten gesetzt. Alstom hat Norske tog mitgeteilt, dass eine Tochtergesellschaft derzeit an einem Wettbewerb zum Bau eines weiteren Teils der Stadtbahn in Ost-Jerusalem teilnimmt. Alstom bestätigte, dass sie laufende Due-Diligence-Prüfungen im Zusammenhang mit diesem Projekt durchführen, dass sie die Leitprinzipien der Vereinten Nationen für Wirtschaft und Menschenrechte befolgen und dass das Unternehmen die internationale Menschenrechtsgesetzgebung dort einhält, wo es tätig ist.